# Якопо ді Чоне
Якопо ді Чоне (італ. Jacopo di Cione; бл. 1325, Флоренція - бл. 1399, Флоренція) — флорентійський художник, різьбяр, архітектор доби пізнього Середньовіччя.

## Біографія

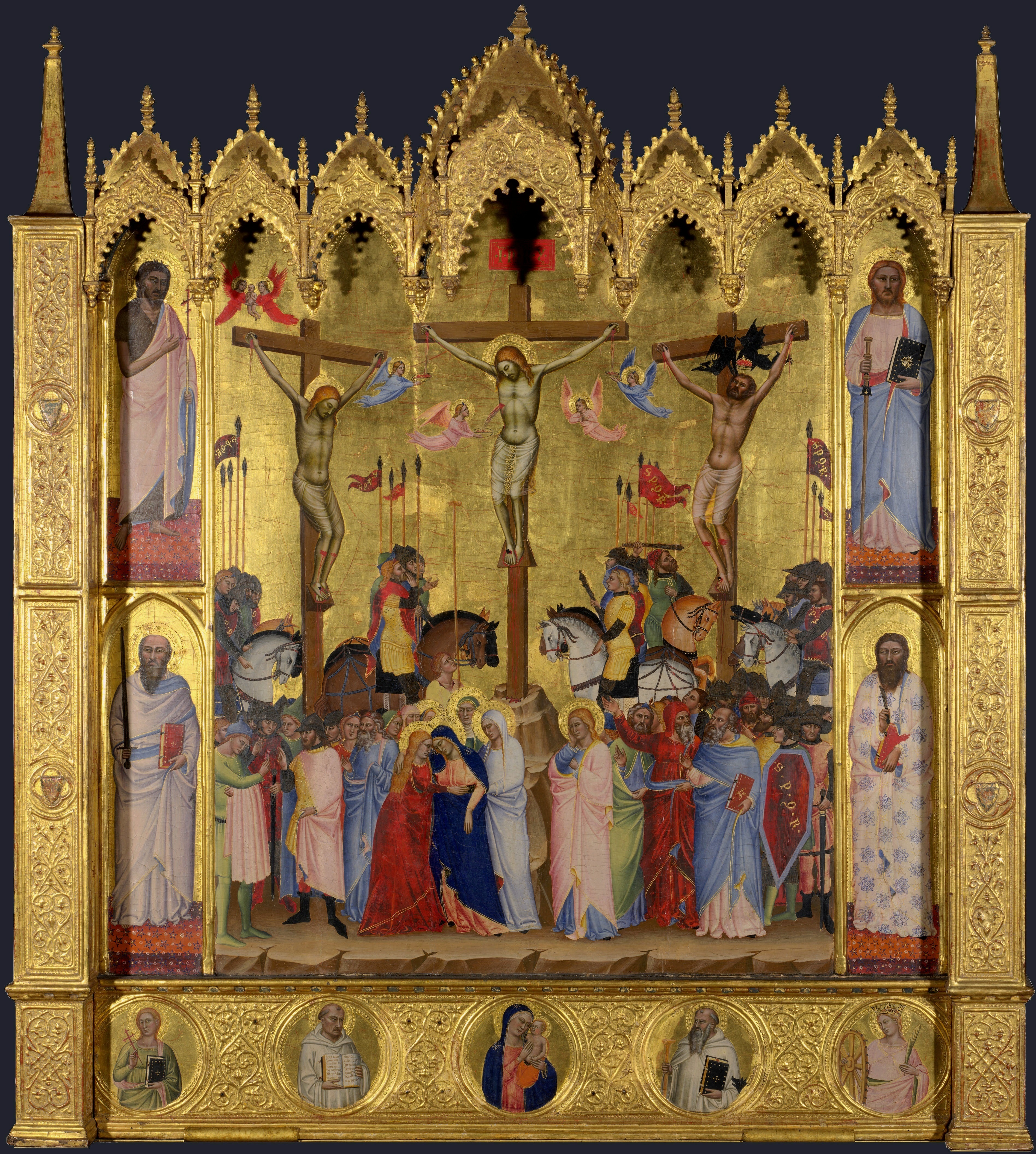
Розп'яття. 1368. Національна галерея. Лондон

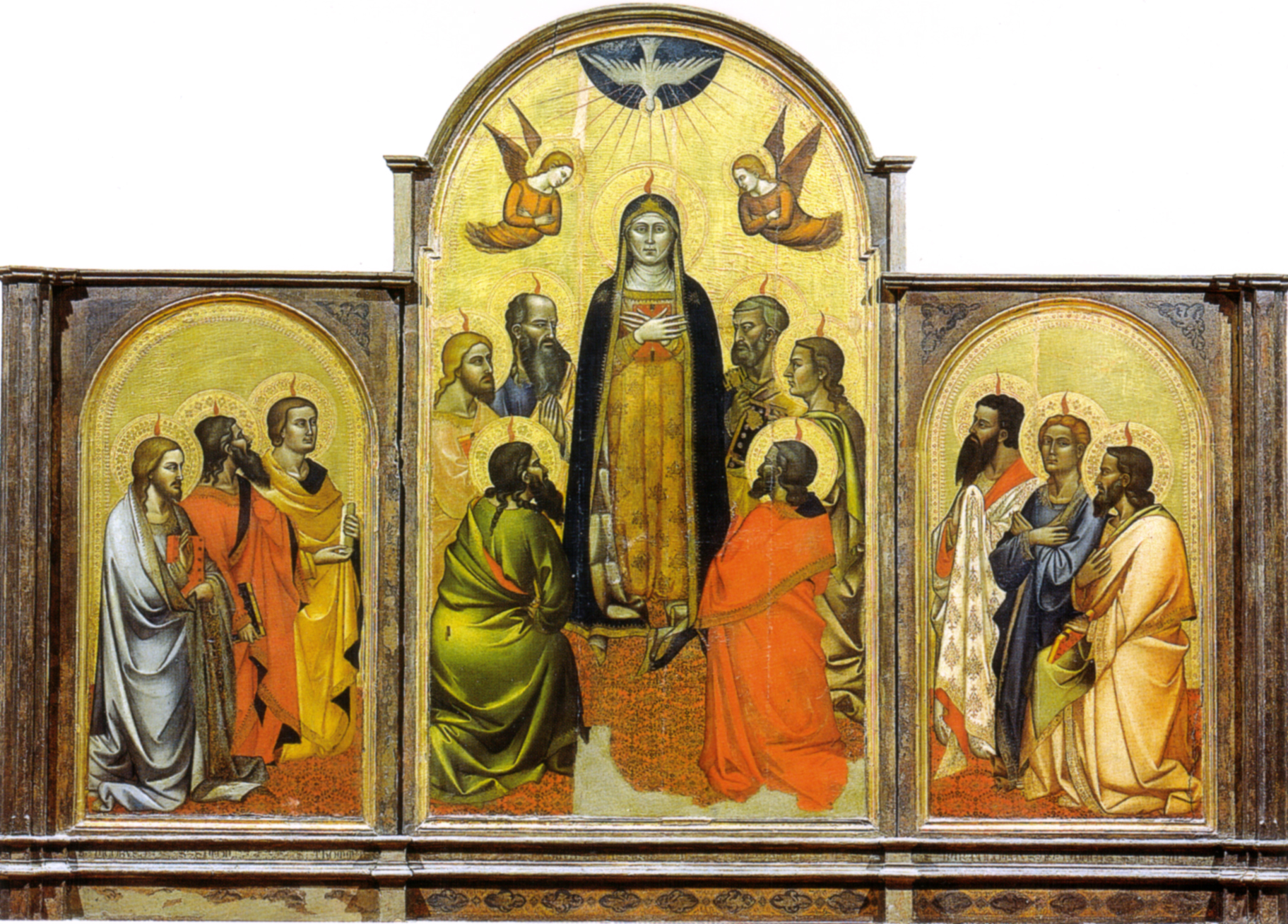
П'ятидесятниця. 1365/70. Галерея Академії. Фіоренце

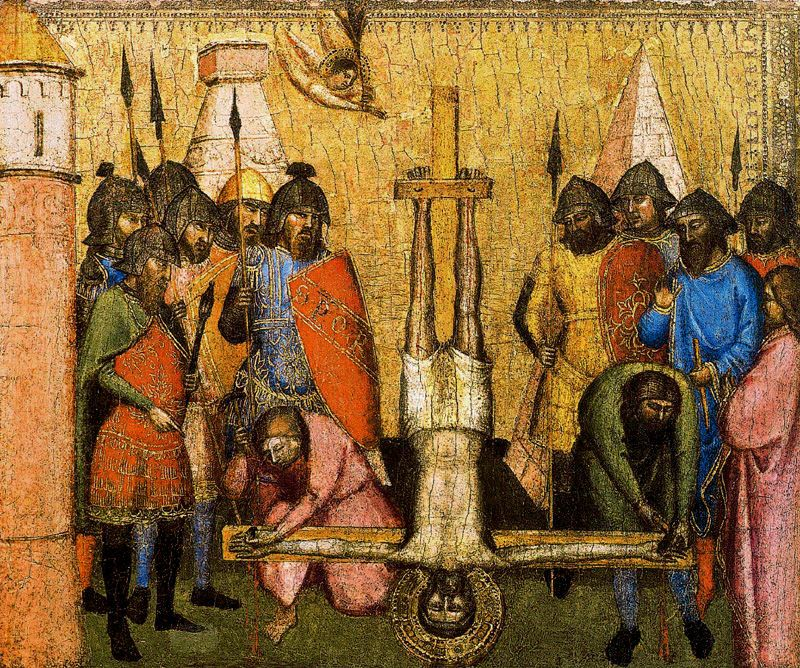
Розп'яття св. Петра. 1370/71. Ватикан

Якопо ді Чоне належав до родини золотаря Чіоне, що утримувала малярську майстерню. Його брати Андреа, Нардо, Маттео займались живописом, архітектурою. Основи ремесла брати опановували у родинній майстерні і більшість творів він імовірно створив у кооперації з братами чи іншими майстрами. Якопо самостійно створив ряд фресок у флорентійському Palazzo dell'Arte dei Giudici e Notai (1366—1368). Будівля належала цеху правників, для якого Якопо намалював образ до вівтаря Розп'яття (нині Національна галерея у Лондоні).
Після смерті брата Андрео Орканья Якопо завершив за ним вівтар Св. Матвія (1368) для церкви Орсанмікеле. Це дозволило записатись 1369 року до найпрестижнішого з семи цехів Флоренції Arte dei Medici e Speziali, куди належали лікарі, фармацевти та малярі, оскільки виготовлення ліків, фарбників вимагало знання тодішньої хімії. Обирався головою цеху у 1384, 1387, 1392 роках.
Разом з Нікколо ді П'єтро Геріні створив вівтарний поліптих для церкви Сан-П'єр-Маджоре, з якого 12 вставок-образів знаходяться в Лондонській Національній галереї, а зображення з пределли загубились по приватних збірках (1370—1371). Вони намалювали «Коронацію Діви Марії» для митниці Флоренції (1372—1373) фреску Благовіщення для Палаццо дей пріорі у Вольтеррі.
Якопо разом з братом Маттео у 1378—1380 роках працював на будівництві кафедрального собору Санта-Марія-дель-Фйоре. Після смерті брата він особисто вибирав мармур для декору собору, імовірно брав участь у будівництві центрального порталу (не зберігся).
Разом з боратом Нардо працював на будівництві Лоджії Ланці на площі Синьорії у Флоренції (1362—1385). Для купця Франческо Датіні з Прато намалював для його авіньйонського будинку на дереві чотири образи. Остання документальна згадка Якопо ді Чоне походить з 2 травня 1398 року, коли він виступав гарантом контракту маляра Маріотто ді Нардо з Флорентійським собором. У податковому списку кварталу Сан Джованні 1400 в останній раз записано його ім'я, але відсутній запис про сплату податку. Імовірно на той час Якопо ді Чоне не було серед живих.
Збереглось близько 130 творів, пов'язаних з іменем Якопо ді Чоне. ВВажають, що він розвинув манеру свого брата Андреа Орканьї, протилежну періоду проторенесансу, реалістичного зображення Джотто. Замість спроб відтворити трьохвимірний простір, він зосередився на декоративних аспектах зображення дорогих тканин, золотого шитва, німбів святих, імітації скла, коштовностей, різьбленого обрамлення, що було характерним для флорентійської школи живопису періоду треченто.